# Wo men hai pa
Wo men hai pa è un film del 2002 diretto da Andrew Y-S Cheng e tratto dal romanzo di Mian Mian.
In Italia il film è stato presentato all'Asiatica Film Mediale.

## Trama
Il film racconta la storia di quattro adolescenti, uno dei quali ha scoperto di avere l'AIDS, tra paura, droga e confusioni metropolitane.

## Premi e nomination
| Anno | Manifestazione                        | Premio                   | Categoria        | Ricevente        | Risultato       |
| ---- | ------------------------------------- | ------------------------ | ---------------- | ---------------- | --------------- |
| 2002 | Jeonju Film Festival                  | Daring Digital Award     | Digital Spectrum | Andrew Y-S Cheng | Candidato/a     |
| 2002 | Vancouver International Film Festival | Dragons and Tigers Award | N.D.             | Andrew Y-S Cheng | Vincitore/trice |